# Gradilon
Gradilon est un noble normand d'Italie méridionale de la seconde moitié du XIe siècle, lié à la famille Quarrel-Drengot et à la famille normande des Hauteville. 

## Biographie
Né vraisemblablement après l'an 1045, Gradilon serait l'un des fils de Richard Drengot, comte d'Aversa et prince de Capoue. Seigneur de Vico (Trevico), Gradilon est un baron normand neveu de Robert Guiscard qui épouse une fille du comte de Melfi et d'Apulie, Onfroi de Hauteville, frère ainé de Guiscard. 
En 1078, avec Abagelard, l'un des fils de Onfroi dépossédé par Guiscard, il est l'un des chefs d'une grave rébellion de nobles normands contre l'autorité de son puissant oncle, profitant de l'absence de ce dernier, se trouvant en Calabre. 
Dans cette énième révolte des barons normands participe également un fils de Pierron de Trani, Pierre. 
Robert Guiscard intervient rapidement, étouffe une nouvelle fois la révolte et assiège Gradilon à Vico, tandis que Abagelard réussit à sauver sa tête en s'exilant volontairement (ou banni par son oncle). Gradilon n'a d'autres solutions que de se rendre. Guiscard lui fait alors crever les yeux et arracher les testicules (1079), s'appropriant son fief. 

## Sources
- Romuald de Salerne, 2d moitié du XIIe siècle